# Jagubița
Jagubița, Jăgobița sau Iaguba (în sârbă Жагубица, pronunțat [ʒǎɡubitsa]) este un sat și o comună situată în districtul Braničevo din estul Serbiei. Este situată în regiunea geografică Homolje⁠(d). În 2011, populația satului este de 2.584 de locuitori, în timp ce populația comunei este de 12.737 de locuitori.

## Nume
În sârbă, satul este cunoscut sub numele de Žagubica sau Жагубица, iar în română ca Jagubița, Jăgobița sau Iaguba.

## Geografie
Comuna Jagubița este situată între comunele Kučevo și Majdanpek în nord, municipiul Bor în est, comuna Despotovac în sud și comuna Petrovac în vest.

## Istorie
Până în 1836, magazinele meșteșugărești erau numeroase. În acel an, în Jagubița și în vecinătatea ei erau 23 de croitori (abadžija), 20 de fierari și un număr de cojocării (ćurčija ), tinichigii, calămarari, armurieri, tolarii. Pe măsură ce comerțul s-a dezvoltat cu atât de mulți meșteri, în anii 1840 au fost deschise primele magazine propriu-zise. În acel moment, Jagubița s-a dezvoltat dintr-un sat într-un târg (varošica), cu un bazar. În localitate s-a înființat Breasla Meșteșugurilor si a Negustorilor, având, în 1900, 15 negustori și 11 meșteșugari. Până în 1905 numărul s-a dublat, astfel încât breasla a fost împărțită în două, una pentru negustori, alta pentru meșteșugari.
Cu toate acestea, prosperitatea orașului nu a fost urmată de prosperitatea satelor din jur. Acolo se cheltuiau bani doar pe marfa care nu putea fi făcută chiar de sătenii. Ei își produceau propriile haine, obiecte de uz casnic și mobilier din lemn, unelte, ustensile agricole etc. Populația rurală era în dezacord cu cea a orașului, după cum relatează comunicatul din 1883 al administrației raionale Homolje: „țărănimea din raion se opune magazinelor din cauza influenței proaste asupra moralei tinerilor, care fură alimente din casele lor, astfel încât să achiziționeze mărfuri ieftine și inutile de la proprietarii magazinelor.”
După ce statul a emis o interdicție asupra opincăritului „brut”, a înflorit o producție artizanală de opinci, o încălțăminte comună la acea vreme. O parte a strategiei statului de dezvoltare a producției este interzicerea vânzării opincilor în magazine, numai meșteșugarii având voie să le vândă. Jagubița a fost unul dintre puținele orașe din Serbia care a ignorat această interdicție, astfel încât producția de încălțăminte nu a dispărut niciodată, în ciuda protestelor constante ale meșteșugarilor împotriva magazinelor. Un produs despre care zona era cunoscută erau leagănele numite ljagan, care au fost făcute pentru a fi purtate pe spate. Erau elipsoide, alungite și din lemn, cu ornamente fie din panouri subțiri de lemn lipite, fie din hârtie pictată.
În 1836 existau 10 cafenele în regiunea Homolje, dintre care 3 în Jagubița. Erau centrul vieții sociale și locul unde se făceau tranzacții comerciale. Până în 1928, numărul de cafenele a crescut de la 3 la 15.
Din 1929 până în 1941, Žagubica a făcut parte din Morava Banovina a Regatului Iugoslaviei.

## Religie
Unul dintre cele mai vechi și mai valoroase monumente ale culturii ortodoxe din această zonă este Mănăstirea Trška. Originară din secolul al XIII-lea, este cel mai vechi obiect sacru care a supraviețuit în districtul Braničevo.
În Defileul Gornjak de pe valea râului Mlava, Mănăstirea Gornjak a fost construită între 1378 și 1381, ca ctitorie a domnitorului Lazăr. După bătălia din Kosovo din 1389, văduva lui Lazăr, Prințesa Milica și cei doi fii minori ai lor, Stefan și Vuk, au petrecut ceva timp în mănăstire. În mănăstire există o reprezentare unică a lui Iisus Hristos, care este pictat ca un păstor uman cu un alt om peste umăr, în loc de miel. Lângă mănăstire se află „Poarta Homolje”, la intrarea în defileu. Este un edificiu neobișnuit, din piatră, construit în stâncă și zidit cu metereze, cu vedere spre mănăstire.
Biserica Sfânta Treime se află în centrul așezării. A fost construită la sfârșitul secolului al XIX-lea. Este considerat un simbol al Jagubiței și al regiunii Homolje.

## Localități componente
În afară de satul Žagubica, municipiul include următoarele localități, toate rurale:
- Bliznak⁠(d)
- Bresnica⁠(d)
- Vukovac⁠(d)
- Izvarica⁠(d)
- Jošanica⁠(d)
- Krepoljin⁠(d)
- Krupaja⁠(d)
- Laznica⁠(d)
- Medveđica⁠(d)
- Milanovac⁠(d)
- Milatovac⁠(d)
- Osanica⁠(d)
- Ribare⁠(d)
- Sige⁠(d)
- Selište⁠(d)
- Suvi Do⁠(d)
- Lipe⁠(d)

## Demografie
Conform rezultatelor recensământului din 2011, comuna are 12.737 de locuitori.

### Grupuri etnice
Conform recensământul din 2011, grupurile etnice din Jagubița sunt:
- Sârbi = 9.024
- "Vlahi" = 2.811
- Altele = 902

## Economie
Următorul tabel oferă o previzualizare a numărului total de angajați per activitatea lor principală (din 2017):
| Activitate                                                  | Total |
| ----------------------------------------------------------- | ----- |
| Agricultura, silvicultură și pescuit                        | 102   |
| Minerit                                                     | 252   |
| Industria prelucrătoare                                     | 161   |
| Distribuție de energie, gaz și apă                          | 21    |
| Distribuția apei și gestionarea deșeurilor de apă           | 42    |
| Construcții                                                 | 67    |
| Comerț en-gros și cu amănuntul, reparații                   | 191   |
| Trafic, depozitare și comunicare                            | 51    |
| Hoteluri și restaurante                                     | 80    |
| Media și telecomunicații                                    | 12    |
| Finanțe și asigurări                                        | 6     |
| Stoc de proprietate și charter                              | -     |
| Activități profesionale, științifice, inovatoare și tehnice | 47    |
| Servicii administrative și alte servicii                    | 11    |
| Administrație și asigurări sociale                          | 155   |
| Educație                                                    | 177   |
| Asistență medicală și asistență socială                     | 108   |
| Artă, agrement și recreere                                  | 13    |
| Alte servicii                                               | 71    |
| Total                                                       | 1.566 |

## Turism
Există numeroase festivaluri în zona, pe tot parcursul anului. Printre acestea se numără târgul de miere, festivalul de brânzeturi și Proja⁠(d) din Medveđica⁠(d), Privega și Poklada din Laznica⁠(d), dar și unele mai noi, cum ar fi festivalul de saxofon Homolje⁠(d).